# Giulio Cesare Milani
Giulio Cesare Milani (Bolonia, 1621 - 1678) fue un pintor italiano, activo durante el Barroco tardío.

## Biografía
Tomó sus primeras clases de pintura con un desconocido artista boloñés llamado Andrea Baroni. Amigo de Lorenzo Pasinelli, le ayudó a dar sus primeros pasos como aprendiz. Ambos jóvenes, descontentos con las limitaciones de su maestro, consiguieron ingresar en el prestigioso taller de Simone Cantarini, il Pesarese, uno de los mejores pintores activos en Bolonia. Cuando éste murió pasaron a trabajar con Flaminio Torri, uno de los discípulos más aventajados del fallecido maestro.
Terminado su aprendizaje, realizó algunas tablas de altar para iglesias boloñesas que le aportaron algún prestigio (San Antonio de Padua se aparece al beato Tomas de Vercelli).
Uno de sus mayores encargos como artista independiente fue la decoración del Palazzo Capponi de Florencia, que había quedado inconclusa a la muerte del pintor Fulgenzio Mondini. Milani acometió la empresa gracias al llamamiento del pintor quadratturista Giacomo Alboresi.
Giulio Cesare tuvo un hijo también pintor, Camillo Milani, aunque de un talento muy discreto. Mucho más conocido fue como artista su sobrino, Aureliano Milani.

## Obras destacadas
- Decoración del Palazzo Capponi, Florencia.
- San Antonio de Padua se aparece al beato Tomás de Vercelli (Santa Maria del Cestello, Bolonia)
- Esponsales de la Virgen (Oratorio de San Giuseppe, Bolonia)
- Virgen de la Vida con santos (Oratorio Marchesini, Granarolo)
- Virgen de la Concepción con santos (Santa Bárbara, Saravalle)
- San Antonio de Padua (San Rocco, Viceno)
- Muerte de San José (Capuchinos de Santa Agata)